# گلوبوس
گلوبوس (انگلیسی: Globus) شرکت خرده‌فروشی سوئیسی است که در سال ۱۹۰۷ تأسیس شد.